# 밤마다 영웅
"밤마다 영웅"은 대한민국의 영화이다.

## 캐스팅
- 독고영재
- 방희